# Nikolaj Sergienko
Nikolaj Nikolaevič Sergienko (in russo Николай Николаевич Сергиенко?; Kogon, 30 settembre 1978) è un ex calciatore uzbeko, di ruolo centrocampista.